# 아름학교
아름학교는 경기도 수원시 영통구에 있는 공립 특수학교이다.
2013년 3월 4일 개교하였다.

## 연혁
- 2013년 3월 4일 : 개교